# فوجرد (غرغان)
فوجرد (بالفارسية: فوجرد) هي قرية تقع في غلستان في إيران. يقدر عدد سكانها بـ 1,226 نسمة .